# Reporterfabrik
Die Reporterfabrik ist eine webbasierte deutsche Journalistenschule, die im Januar 2017 von den Journalisten Cordt Schnibben und David Schraven gegründet wurde. Träger der Einrichtung, die sich als WebAkademie des Journalismus (Eigenschreibweise) bezeichnet, ist das Medienunternehmen Correctiv, eine gemeinnützige GmbH mit Sitz in Essen. Die Reporterfabrik wurde im Frühjahr 2019 durch die Bürgerakademie für Medienkomptenz als Schwesterprojekt ergänzt, die „journalistisches Handwerk und Wissen an interessierte Bürger“ vermitteln will.

## Angebot
Die Reporterfabrik will Medienwissen und journalistisches Handwerk vermitteln. „Die Reporterfabrik will helfen, die Öffentlichkeit zu qualifizieren“, heißt es auf der Über-uns-Seite der Schule. Demnach will sie Versuchen der Desinformation oder Fake News entgegenwirken und interessierten Bürgern die Arbeit der klassischen und der sozialen Medien durchschaubar machen. Dazu bietet die Reporterfabrik eine Plattform, die ihren Schülern virtuelle Lernumgebungen bereitstellt. Diese werden durch Konzepte des integrierten Lernens in Präsenzworkshops und Webinaren ergänzt. Das Studium erfolgt dabei im Rahmen von Online-Kursen (Massive Open Online Courses) auf Basis der eLearning-Plattform edX.
Insgesamt werden laut Eigendarstellung rund 100 Workshops mit mehr als 1100 Tutorials in Form von Lernvideos und Übungsaufgaben sowie 120 Podcasts angeboten. Ein Kuratorium und ein Fachbeirat unterstützen die Reporterfabrik. Zu den Referenten zählen unter anderen Giovanni di Lorenzo, Bernd Ulrich, Anette Dowideit, Günther Jauch, Alice Schwarzer, Hans Leyendecker, Stefan Aust, Carolin Emcke, Barbara Hallmann, Claus Kleber, Maja Weber, Wolf Schneider, Franziska Bluhm, Florian Harms, Richard Gutjahr und Daniel Bröckerhoff.
In der Schulbörse der Reporterfabrik werden deutschlandweit Journalisten an Schulen vermittelt, um dort im Unterricht die Medienkompetenz zu stärken. Ein spezielles Portal „Reporter4You“ wendet sich an Jugendliche.
Die von der Reporterfabrik entwickelte kostenpflichtige Wolf-Schneider-KI (WSKI), ist eine Anwendung zum Redigieren von Texten unterschiedlicher Art, basierend auf dessen Werk. Wolf Schneider selbst soll 1987 ein entschiedenes "Jein" zu journalistischen Computerhilfen geäußert haben.

## Finanzierung
Das Projekt wird unter anderem von zwei Stiftungen, der Stadt Hamburg und der Deutschen Telekom, finanziert. Der Anfangsetat lag bei 500.000 Euro. Die Anfängerkurse sind kostenlos verfügbar. Am 29. Januar 2019 wurde das Portal für alle geöffnet. Außerdem wird es von Facebook gesponsert.

## Rezeption
Die Schweizer Medienwoche sieht in der Reporterfabrik eine „Journalistenschule für alle“, der österreichische Standard eine „Bürgerjournalismusschule“. Der österreichische Journalist Armin Wolf, der Mitglied des Kuratoriums ist, bezeichnet sie als „Projekt für alle, die sich für Journalismus interessieren – vor allem aber für Lehrer*innen und Schüler*innen“.
Auch in Deutschland ist die Reporterfabrik als Onlineschule anerkannt. Die Junge Welt schreibt, die Reporterfabrik fördere „Bürgerjournalismus“. Die Zeitschrift M der Gewerkschaft Verdi beschreibt die „Low-Cost-Weiterbildung“ als Gelegenheit für jeden, sich günstig Medienwissen anzueignen. Die Süddeutsche Zeitung hält den Versuch „mit einem Angebot an die Öffentlichkeit zu gehen, das nicht den Gesetzen der durchkommerzialisierten Medienwelt gehorcht“ für „größenwahnsinnig, andererseits aber für hochsympathisch“.
Kritik am Konzept der Reporterfabrik kommt vom Datenjournalismus-Experten Lorenz Matzat. Er sieht in dem Modell der Reporterfabrik den „Dünkel von ‚Qualitätsjournalisten‘“ am Werk, der die Meinungsfreude von Bürgern abwerte. Der Medienautor Wolfgang Michal erkennt in der Reporterfabrik unter anderem den Versuch einer verunsicherten Journalistenklasse, Verbindung zum Bürger zu finden. Anders als Matzat sieht er aber darin nicht nur negative, sondern auch positive Aspekte: Michal schreibt, die Journalistenschule für Bürger könne als „Bürgerschule für Journalisten“ dazu beitragen, die Kluft zwischen Journalisten und Bürgern zu verringern.